# شيم الجبالي
شيم الجبالي (مواليد 7 فبراير 2004) هو لاعب كرة قدم تونسي يلعب في مركز خط الوسط في أكاديمية أولمبيك ليون.

## روابط خارجية
- شيم الجبالي على موقع قاعدة بيانات كرة القدم.إي يو (الإنجليزية)
- شيم الجبالي على موقع Soccerway.com (الإنجليزية)